# Más se perdió en Cuba
Más se perdió en Cuba va ser un programa de televisió que va emetre la cadena de televisió espanyola Intereconomía. Va estar presentat per Xavier Horcajo (doctor en Ciències Econòmiques i llicenciat en periodisme) i Victoria Moradell. El programa es va emetre tots els dissabtes a les 22.00 de la nit entre 2005 i 2013.

## Polèmica
En gener de 2009, el programa va emetre un vídeo en el qual suposadament el Gran Wyoming vexava a una becària en el seu programa El Intermedio, de La Sexta. Tanmateix aquest vídeo estava tallat i va resultar ser una broma per deixar en evidència a la cadena Intereconomía, que va publicar sense contrastar.